# Ein Kuß zuviel
Ein Kuß zuviel (OT: They All Kissed the Bride) ist eine US-amerikanische Filmkomödie mit Joan Crawford und Melvyn Douglas unter der Regie von Alexander Hall aus dem Jahre 1942.

## Handlung
Margaret J. Drew, besser bekannt als M. J., regiert mit eiserner Faust und ohne jeden Anflug von Humor das ererbte Logistikimperium Drew Industries. Ihre knallharten Geschäftsmethoden und der rücksichtslose Umgang mit Untergebenen sind legendär. Der Reporter Michael Holmes beginnt schließlich an einer Enthüllungsgeschichte zu arbeiten, die M. J. als kaltherzige Egomanin ohne jedes Mitgefühl präsentiert. Die so Bloßgestellte ist not amused und lässt ihrerseits Michael beschatten in der Hoffnung, seine Informationsquelle zu finden. Derweil nehmen die Dinge im Hause Drew eine überraschende Wendung als Vivian, die jüngere der beiden Drew-Schwestern, am Tag ihrer arrangierten Hochzeit mit dem Erben eines mächtigen Stahlkonzerns, plötzlich enthüllt, sie würde in Wirklichkeit einen armen, aber anständigen Tankstellenpächter lieben.
Mitten in der Aufregung und dem Skandal stehen sich Michael und M. J. plötzlich gegenüber und beschließen, sich zunächst zu hassen. Viele Verwicklungen, Missverständnisse und Lektionen in Sachen Nächstenliebe für M. J. später landen die Zwei vor einem Friedensrichter, um sich das Jawort zu geben.

## Hintergrund
Joan Crawfords Karriere war seit Ende der 1930er in eine ernste Krise gesteuert und es war für alle Beteiligten offensichtlich, dass sich ihre Zeit bei MGM dem Ende zuneigte. Studioboss Louis B. Mayer fand in der englischen Schauspielerin Greer Garson eine ideale Nachfolgerin. In der Folgezeit erhielt Garson die anspruchsvollen Rollen wie Mrs. Miniver, Madame Curie und Gefundene Jahre, während Joan Crawford sich mit Filmen wie When Ladies Meet und Reunion in France begnügen musste.
Ein willkommener Lichtblick im schweren Abwärtstrend bedeutete daher der Auftritt in der Komödie Ein Kuß zuviel. Die Umstände, die zu der Rolle führten, waren allerdings tragisch. Columbia Pictures hatte das Drehbuch ursprünglich für Carole Lombard in Auftrag gegeben, die jedoch unmittelbar vor Beginn bei einem Flugzeugabsturz ums Leben kam. Schließlich übernahm Joan Crawford, die mit Lombard damaligen Ehemann Clark Gable seit Jahren gut befreundet war, das Engagement. Als Zeichen ihrer Wertschätzung für Lombard spendete Crawford ihre gesamte Gage von 128.000 US-Dollar an das amerikanische Rote Kreuz. Die Dreharbeiten verliefen sehr harmonisch und bildeten für Crawford eine Abwechslung zum angespannten Arbeitsklima bei MGM. Sie hatte mit ihrem Co-Star Melvyn Douglas bereits in The Gorgeous Hussy, Brennendes Feuer der Leidenschaft und Die Frau mit der Narbe zusammengearbeitet. Die Schauspielerin war besonders angetan von den Kreationen, die die Kostümbildnerin Irene Lentz für sie entwarf. Irene zählte neben Gilbert Adrian und Travis Banton zu den bedeutendsten Designern in Hollywood. Erstmals bekannt wurde sie für die Kostüme und insbesondere die zahlreichen Hüte und exotischen Kopfbedeckungen von Hedy Lamarr in deren US-Debüt Algiers aus dem Jahr 1938. Im Gegensatz zu den mitunter pompösen Modellen, die Crawford bei MGM trug, bevorzugte Irene eine Linie, die Eleganz mit Zurückhaltung verband.
Noch Jahrzehnte später äußerte sich Joan Crawford gegenüber Roy Newquist positiv über die Erfahrungen:

„Mein erster Film außerhalb von Metro und ich fühlte mich wie in einem anderen Land. Aber Melvyn war zur Hand und es gab ein sehr gutes Drehbuch, so dass alles sehr gut entwickelte. Der Titel war albern, doch der Film selber hatte Flair und er kam viel besser rüber als jeder gedacht hatte.“

Allerdings brachte auch der finanzielle Erfolg von Ein Kuß zuviel keine Umkehr im Negativtrend von Crawfords Karriere mit sich und sie verließ Mitte 1943 MGM, um anderthalb Jahre später als Mildred Pierce  in Solange ein Herz schlägt den Oscar als beste Hauptdarstellerin zu gewinnen.

## Kritiken
Die meisten Kritiken waren positiv, wenn auch gelegentlich die Feststellung kam, die Rolle hätte besser zu Rosalind Russell gepasst.
T.J. schrieb in seiner Kritik in der New York Times ungewöhnlich harsche Worte:

„Weder die Drehbuchautoren noch der Regisseur noch Miss Crawford zeigen auch nur einen Hauch von Spontaneität in dieser Abfolge von Standardsituationen.“

Robert W. Dana sah in der New York Herald Tribune die Dinge vollkommen anders:

„Joan Crawford's Rückkehr auf die Leinwand geschieht unter den denkbar angenehmsten Vorzeichen, da sie und Columbias brillanter Regisseur Alexander Hall sowie der in Komödien sehr erfahrene Melvyn Douglas das meiste aus einem gut geschriebenen und intelligent konstruierten Drehbuch machen.“